# Заяц и ёж

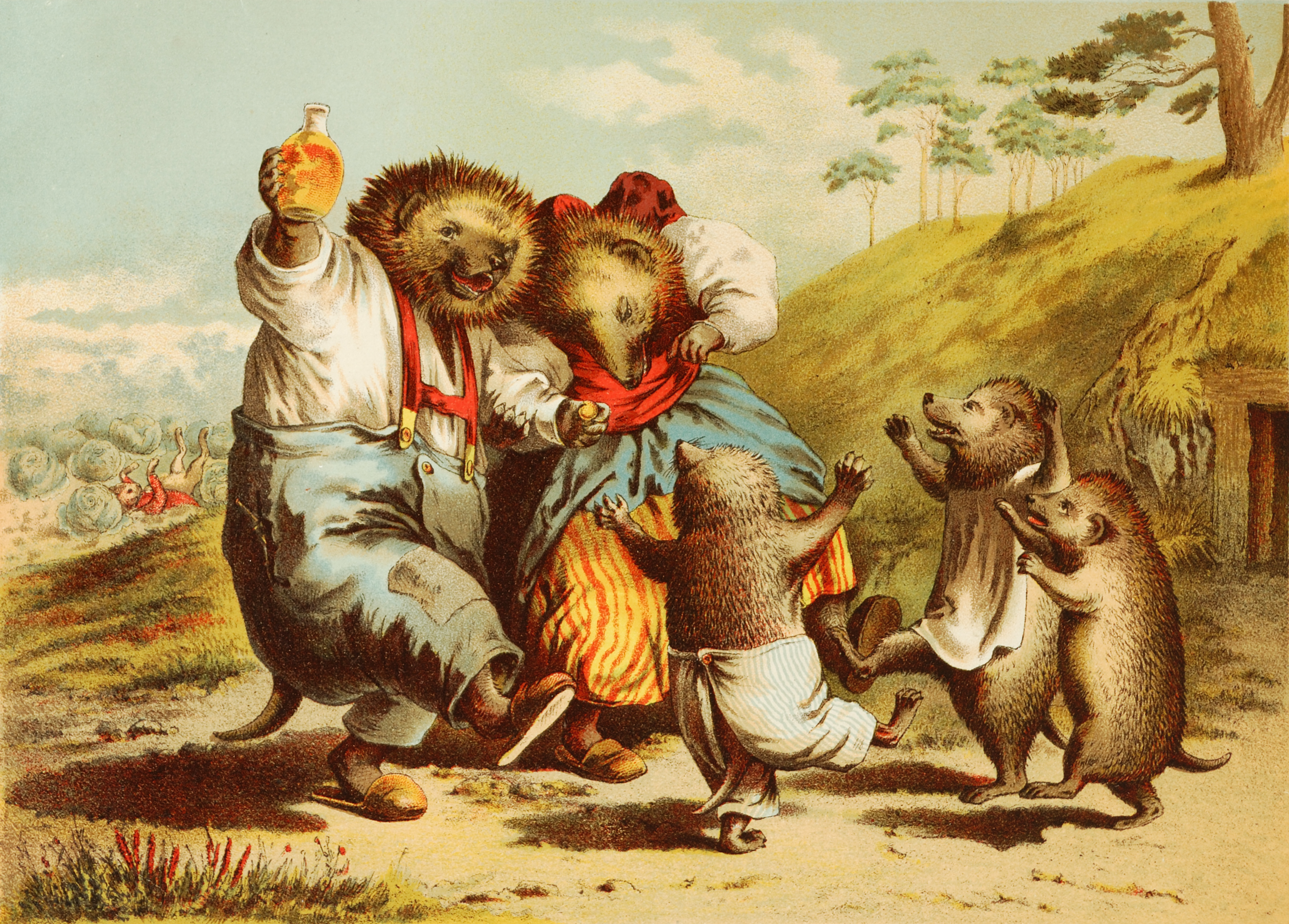
Иллюстрация Генриха Лейтеманна, конец XIX века

Заяц и Ёж (нем. Der Hase und der Igel, н.-нем. De Has un de Swinegel) — сказка Братьев Гримм о том, что нельзя глумиться над простым человеком, о ценности семейных отношений и взаимовыручке. В сборнике Братьев Гримм находится под номером 187, по системе классификации сказочных сюжетов Аарне-Томпсона 275-А*. Сказка «Заяц и Ёж» вошла в пятое издание сборника сказок Братьев Гримм, который вышел в свет в 1843 году.

## Сюжет
Ёж и Заяц жили по соседству, как-то раз Ёж вышел прогуляться вокруг своего поля с брюквой, а Заяц вокруг своего, с капустой. Ёж поздоровался с Зайцем, однако Заяц с насмешкой отнесся к нему и высмеял короткие и кривые ноги Ежа, после чего оскорблённый Ёж заключил с зайцем пари на золотой луидор и бутылку вина, что он обгонит его. Они договорились встретиться через полчаса на краю поля. Ёж вернулся домой и велел своей жене идти вместе с ним и встать по другую сторону поля, а когда та увидит бегущего зайца — кричать: «А я уже здесь!» Сам Ёж дошел до другого края поля и встретился с Зайцем. И стал каждый на свою борозду. Начал заяц считать и помчался, как вихрь, вниз по полю. А ёж пробежал примерно шага три, забрался затем в борозду и уселся себе там преспокойно. Когда Заяц добежал до конца поля, то Ежиха крикнула ему: «А я уже здесь!» Сперва заяц заподозрил что-то неладное и решил еще раз бежать, однако на другом конце поля его уже ждал Ёж. И так Заяц бегал 74 раза, пока не упал насмерть. А Ёж взял свой золотой луидор и бутылку вина и, забрав жену, спокойно пошел домой.

## Анализ сказки
Главные персонажи — это животные, которые наделены антропоморфными качествами. Ежи являются довольно распространенным животным в Германии, которую покрывает, в основном, лес. В течение своей жизни ежи образуют устойчивые пары и являются моногамными животными. В данной сказке они олицетворяют «правильную» немецкую семью, в которой хозяин умный, и даже хитрый человек, который может постоять за себя и свою честь, а жена будет его твердой опорой. Противоположное представление сложилось о зайце, для католической Германии это символ Пасхи и связанных с этим празднеств, который собирает яйца, а затем прячет от детей, в сказке его представляют как довольно знатного и поэтому надменного господина. Понятие справедливости у немцев имеет социальный характер, поэтому победа Ёжа в этом споре справедлива, ведь он, простой семьянин, смог поставить на место знатного господина, который был груб с ним.

## Экранизации и постановки
- Заяц и ёж (1963) — вольная мультипликационная экранизация, СССР, Киевнаучфильм.
- Сказка экранизировалась в мультсериалах «Сказки братьев Гримм» и «Симсала Гримм».
- Заяц и ёж — мелодрама для чтеца с оркестром композитора Фрица Ройтера.